# Cezar Washington Alves Portela
Cezar Washington Alves Portela (født 16. november 1986) er en brasiliansk fodboldspiller.